# Christian Offergeld
Christian Franz Enrique Offergeld (* 29. März 1964 in Hamburg) ist ein deutscher Mediziner und Hochschullehrer.

## Leben
Offergeld besuchte das Johann-Rist-Gymnasium in Wedel. Als Basketballspieler wurde er Bundessieger im Schulsportwettbewerb Jugend trainiert für Olympia und mit dem SC Rist Wedel 1979 und 1980 deutscher B-Jugend-Meister. Er war Spieler des VfL Pinneberg in der 2. Basketball-Bundesliga. 1985 ging er nach Wedel zurück und spielte mit dem Verein in der zweiten Hälfte der 1980er Jahre und im Jahr 1990 in der 2. Bundesliga. 1990 ging er nach Leimen. Im Alt-Herren-Bereich nahm er 2013 mit der deutschen Auswahl an der Weltmeisterschaft teil.
Seine 1995 an der Ruprecht-Karls-Universität Heidelberg vorgelegte Doktorarbeit trug den Titel „Auswirkungen bipolarer Elektrokoagulation auf den Gallengang“. Er machte eine Ausbildung zum Facharzt für Hals-Nasen-Ohren-Heilkunde. 2009 schloss er an der Albert-Ludwigs-Universität Freiburg seine Habilitation zum Thema „Klinische und experimentelle Untersuchungen zur Qualitätssicherung nach rekonstruktiver Mittelohrchirurgie“ ab.
Zu seinen Forschungsschwerpunkten gehören die Rekonstruktive Mittelohrchirurgie, Bildgebung im Hals-Nasen-Ohren-Fachgebiet, Sonographie der Kopf-Hals-Region, Hämangiome/vaskuläre Malformationen, Nasennebenhöhlen- sowie plastisch-rekonstruktive Chirurgie und Laseranwendungen in der HNO-Heilkunde.
Offergeld ist Generalsekretär der Spanisch-Deutschen Gesellschaft für Hals-Nasen-Ohren-Heilkunde und bei der Deutschen Gesellschaft für Hals-Nasen-Ohren-Heilkunde, Kopf- und Hals-Chirurgie Leiter der Arbeitsgruppe „Lehren und Prüfen in der HNO-Heilkunde“.
2012 wurde ihm für seine Arbeit „Klinische und experimentelle Untersuchungen zur Qualitätssicherung nach rekonstruktiver Mittelohrchirurgie“ der Anton-von-Tröltsch-Preis der Deutschen Gesellschaft für Hals-Nasen-Ohren-Heilkunde, Kopf- und Hals-Chirurgie verliehen.
2017 wurde Offergeld bei der Verleihung der „Lehrpreise für herausragende Didaktik“ der Medizinischen Fakultät der Universität Freiburg für eine seiner Lehrveranstaltungen ausgezeichnet.